# Triumph of Death
Triumph of Death  (рус. Триумф Смерти) — демозапись швейцарской дэт-метал группы Hellhammer, опубликованная в июле 1983 года.

## Об альбоме
Запись была сделана в июне 1983, вместе с материалом для демозаписи Death Fiend, под руководством продюсера Рола Фукса. Эти две записи были объединены в одну с названием Triumph of Death. Наряду с остальным творчеством группы, демозапись оказала большое влияние на жанры блэк и дэт-метал.
Несмотря на недовольство конечным результатом, группа всё же решается предоставить свою запись ряду металлических журналов, в том числе и журналу Metal Forces, однако оценка критиков была в целом благопрятной.

## Список композиций
1. "Angel of Destruction" – 2:58 *
2. "Crucifixion" – 3:02 *, **
3. "Ready for Slaughter" – 3:35 *
4. "Death Fiend" – 2:34 **
5. "(Execution) When Hell's Near" – 2:37 *, **
6. "Chainsaw" – 3:57 **
7. "Sweet Torment" – 2:08 *
8. "Hammerhead" – 2:47 **
9. "Blood Insanity" – 4:21 **
10. "Reaper" – 2:06 *
11. "Maniac" – 4:00 *
12. "Triumph of Death" – 5:14 *, **
13. "Bloody Pussies" – 4:58 **
14. "Power of Satan" – 4:09 *
15. "Decapitator" – 2:06 *, *
16. "Dark Warriors" – 3:02 *
17. "Metallic Storm" – 2:19 **

* - поёт Томас Габриэль Фишер
** - поёт Урс Шпренгер

### Участники записи
- Томас Габриэль Фишер (Том Уорриор) — вокал, гитара
- Урс Шпренгер (Стив Уорриор) — бас-гитара
- Йорг Нюбарт (Брюс Дэй) — ударные